# Edgar Çani
Edgar Çani (født 22. juli 1989 i Tirana, Albanien) er en albansk fodboldspiller, der spiller for Catania i Italien. Çani spiller primært i angrebet.

## Personlige liv
Çani blev født i 1989 i den albanske hovedstad Tirana. Herefter flygtede Çani og familien til Italien i provinsen Perugia, hvor Çani voksede op.

## Klub karriere
Cani begyndte at spille fodbold i forskellige små klubber i provinsen Perugia i 2004, før han blev opdaget af spejdere fra Delfino Pescara 1936. Han spillede for Pescaras ungdomshold, indtil han var atten.
I 2007 blev han rykket op på senior førsteholdet, og spillede i alt 11 ligakampe for førsteholdet, og scorede også tre mål. Derfra flyttede han i 2008 til Palermo, hvor han heller ikke fik meget spilletid. Han var udlejet 3 gange i de 3 år han spillede i klubben. Han rykkede derfor i 2011 til polske Polonia Warszawa.
I 2013 vendte Çani tilbage til Italien, og skrev kontrakt med Catania.

## International karriere
Çani fik sin landsholdsdebut den 29. februar 2014, i en venskabskamp imod Georgien, hvor Albanien på trods af Canis scoring tabte kampen 1-2.